# Атомістика
Атомі́стика, або Атомі́зм — натурфілософська концепція будови Всесвіту, в основу якої покладено поняття атому як гранично неподільної частки. В атомістиці стверджується, що всі об'єкти у Всесвіті складаються з дуже малого розміру неподільних часток, званих атомами. В класичній атомістиці різноманітність речей і явищ пояснюється поєднанням і взаємодією атомів різних видів.
Атомістика була і залишається ареною боротьби матеріалізму проти ідеалізму, діалектики проти метафізики. Визнання атомістики об'єктивно-реального буття мікрочастинок матерії, можливості пізнання їх властивостей та законів взаємодії веде до матеріалістичного розуміння світу як закономірного руху матерії, тим часом як заперечення об'єктивної реальності частинок матерії і можливості їх пізнання приводить до ідеалістичного погляду на світ.

## Історія
Атомістика паралельно виникала в Ассирії, Греції, Римі, Індії та Китаї в рамках натурфілософії. Найвидатнішими представниками стародавньої атомістики були Левкіпп, Демокріт, Лукрецій, Канада, Ван Чун. Їхні ідеї були наслідком теоретичного осмислення результатів спостереження за такими явищами природи, як випаровування, дифузія, розчинення тощо. Левкіппу й Демокріту належить найраніша відома думка про існування атомів, розділених порожнечею. Постійний хаотичний рух атомів і їх зіткнення обумовлює змінюваність складених з них речовин, предметів, істот. Згідно Демокріта, атоми мають різну форму, що обумовлює властивості утвореної ними матерії. Епікур доповнював атомістику ідеєю про вихороподібний рух атомів. Подібної думки дотримувався Лукрецій, стверджуючи, що атоми, які відхиляються від прямолінійного руху, утворюють предмети і від їхньої форми залежать відповідні відчуття.
Якісно новим етапом розвитку знань про будову матерії була механічна атомістика, творці якої — Ньютон, Гасенді та ін. — відроджують ідеї натурфілософської атомістики на основі досягнень класичної механіки. В механічній атомістиці атоми теж розглядались як неподільні, вічні частинки матерії, що взаємодіють за законами макроскопічної механіки. Оскільки електричні і хімічні явища важко було пояснити механічною взаємодією атомів, то в науку проникають ідеалістичні уявлення про нематеріальні рідини — флюїди. Одним з проявів ідеалізму в атомістиці було вчення Лейбніца про монади — духовні атоми, які є центрами дії духовних сил.
Ідеї фізичної та хімічної атомістики були розвинуті в дослідженнях Дж. Дальтона, Й. Берцеліуса, О. М. Бутлерова, Д. І. Менделєєва, Д. Максвелла, Л. Больцмана, Г. Лоренца, М. Смолуховського, М. Планка, А. Ейнштейна та інших вчених. Хімічна атомістика спростувала уявлення про нематеріальні флюїди та духовні атоми. Її основні ідеї випливали з таких законів природи, як закон збереження маси речовини, закон збереження і перетворення енергії, закон кратних відношень, періодичний закон, хімічна А. стала теоретичним фундаментом хімії, дала можливість передбачати результати хімічних реакцій, відкрила шлях до пізнання будови атома. Вона визначила атом як якісно певний об'єкт, неподільний при хімічних реакціях, що характеризується масою, спектром, певними хімічними властивостями. хімічна атомістика оперує не тільки атомами, а й такими ступенями дискретності матерії, як молекула і радикал. Проте з ідей хімічної і фізичної атомістики випливало уявлення про матерію лише як про речовину, побудовану з атомів і молекул постійної маси.
На початку 19 століття в Харківському університеті видатну роль у матеріалістичному обґрунтуванні ідей атомістики відіграв Тимофій Федорович Осиповський. Харківський професор Олексій Іванович Ходнєв один із перших поставив питання про складність будови атомів, про існування генетичних зв'язків між ними.
О. М. Бутлеров створив у 1861 теорію хімічної будови молекул, яка пояснила гомологію й ізомерію, лягла в основу сучасної теорії будови хімічних сполук. В 1869 Д. І. Менделєєв відкрив періодичний закон, згідно з яким властивості атомів та форм їх сполук перебувають в залежності від їх атомної ваги. Цим було закладено фундамент сучасної хімії і відкрито шлях для розвитку атомної фізики. Значний вклад у розвиток хімічної атомістики зробили професор Харківського університету М. М. Бекетов та його учні. Бутлеров і Морозов передбачили існування ізотопів.
Певний вклад у розвиток ідей атомістика внесла Київська школа фізиків проф. М. П. Авенаріуса. Д. І. Менделєєв, М. М. Бекетов, М. О. Умов, М. О. Морозов та ін., підкреслюючи велике значення періодичного закону для утвердження думки про об'єктивно-реальне буття атомів, виступили проти тих вчених-ідеалістів, які слідом за Махом і Оствальдом заперечували реальність атомів та молекул і твердили про «зникнення матерії» (М. Михайленко, В. Шарвін, М. Гольдштейн та ін.). Це була боротьба за утвердження природничо-наукових основ матеріалізму.
Узагальнюючи досягнення хімічної атомістики, Ф. Енгельс вказував, що вона становить природничо-науковий фундамент матеріалізму, бо «…дає всій науці осереддя, а дослідженню — тривку основу»
Задовго до відкриття радіоактивності Менделєєв, Бутлеров, Бекетов, О. Г. Столєтов, Умов вважали, що атом неподільний тільки в межах хімічних процесів, а в дійсності він — складна планетарна система.

## Народження сучасної атомістики
Кінець 19 і початок 20 ст. знаменують собою період народження модерної фізичної атомістики. У цей час було відкрито електрони, явище природної радіоактивності, залежність маси мікрочастинок від швидкості їхнього руху. Нові знання про будову матерії почали суперечити існуючому розумінню матерії, що базувалось на таких «істотних ознаках» всього матеріального, як неподільність атомів і незмінність їхньої маси. Оскільки було встановлено, що атоми можуть взаємоперетворюватись і мають складну будову, а маса мікрочастинок змінюється від умов руху, то К. Пірсон, А. Рей, А. Пуанкаре та інші заявили, що «матерія зникає», що об'єктивність законів руху в просторі і часі — не наукове поняття, а вільний витвір людського розуму. Виникла криза в природознавстві. Суть її полягала в «…ломці старих законів і основних принципів, у відкиданні об'єктивної реальності поза свідомістю, тобто в заміні матеріалізму ідеалізмом і агностицизмом».
Теоретичний розгром «фізичного ідеалізму» здійснив В. І. Ленін. У своїй праці «Матеріалізм і емпіріокритицизм», розвиваючи діалектичний матеріалізм, Ленін заклав філософські основи сучасної фізичної атомістики. Надзвичайно важливе методологічне значення для сучасної фізичної атомістики має ленінське визначення поняття матерії: «…матерія є те, що, діючи на наші органи чуттів, спричиняє відчуття; матерія є об'єктивна реальність, дана нам у відчутті…». За своїм змістом це поняття охоплює все те, що існує незалежно від свідомості людини, всі види матерії. Ленінське поняття матерії не зв'язане, як з абсолютом, з будь-яким кінцевим ступенем дискретності матерії. Діалектичний матеріалізм, писав В. І. Ленін, «наполягає на приблизному, відносному характері всякого наукового положення про будову матерії і властивості її, на відсутності абсолютних граней в природі, на перетворенні рухомої матерії з одного стану в інший…». Епохальне значення праці В. І. Леніна «Матеріалізм і емпіріокритицизм» для розвитку сучасної атомістики полягає в тому, що вона, здійснивши ідейний розгром «фізичного ідеалізму», ліквідувала ті теоретичні тупики, в які завів атомістику в ідеалізм, і вказала основні шляхи її подальшого розвитку.
В 1911—1913, узагальнюючи дані про проходження частинок крізь речовину і беручи до уваги дискретну природу випромінювання світла атомами, Е. Резерфорд і Н. Бор побудували планетарну квантову модель атома. Ідея цієї моделі випливала з періодичного закону. В свою чергу вчення Резерфорда — Бора про будову атомів пояснило фізичний зміст періодичної системи. Було показано, що фізико-хімічні властивості атомів і форм їх сполук перебувають в періодичній залежності від величин зарядів їх ядер. Ця теорія розкрила генетичні зв'язки електронних оболонок атомів, була доведена єдність перервності і неперервності у вузловій лінії мір розвитку атомів хімічних елементів.
Вивчення радіоактивних рядів привело до відкриття ізотопів. Важливим результатом аналізу генетичних зв'язків ізотопів під кутом періодичного закону було діалектичне визначення поняття хімічного елемента. Хімічний елемент є сукупність атомів з однаковим зарядом ядер, однаковою будовою електронних оболонок, які можуть відрізнятись величиною маси своїх ядер. Отже, у фізичній атомістиці атомні ядра і атоми розглядаються в органічному взаємозв'язку, в якісних перетвореннях, у розвитку від менш складних до складніших. Кожний атом як дана якість є неперервний, а як певна кількість якостей (ядро і електрони), що своєю взаємодією утворюють його, він перервний. Атом неподільний при хімічних взаємодіях, але здатний до якісних перетворень при ядерних реакціях. Тому атом — єдність стійкості й мінливості.
В 1924—27 Луї де Бройль, В. Гейзенберг, Е. Шредінгер, Нільс Бор, М. Борн та ін. розробили нерелятивістську квантову механіку, яка розглядає рух мікрочастинок з малими швидкостями (порівняно з швидкістю світла). Якщо в планетарній моделі Резерфорда — Бора електрони розглядались як маленькі кульки, що рухаються по стаціонарних орбітах, то в квантовій (хвильовій) механіці мікрооб'єкти розглядаються в єдності корпускулярного і хвильового аспектів, а рух їх відображається хвильовим рівнянням Шредінгера. В ній зв'язок між причиною і наслідком може бути не однозначним, а статистичного характеру. Враховуючи квантовий характер обміну енергією і імпульсом між атомними системами, В. Гейзенберг побудував у 1925 матричну (квантову) механіку. В подальшому обидва підходи до проблеми руху елементарних частинок були поєднані: Шредінгер довів еквівалентність хвильової і матричної механіки. Теоретичні передбачення були блискуче підтверджені експериментально. З часу, коли була доведена «двоєдина», перервно-неперервна, корпускулярно-хвильова природа частинок речовини, а також встановлена єдність протилежностей для частинок електромагнітного поля — фотонів, стало зрозуміло, що таким формам матерії, як речовина і поле, властива єдність перервного і неперервного. Єдність протилежностей для світла була встановлена після досліджень, з одного боку, наявності дифракції та інтерференції світла, що свідчило про неперервність світла, про його хвильову природу, з другого — фотоелектричного ефекту (1898, 1905) і ефекту Комптона (1923), що свідчило про притаманність світлу корпускулярних властивостей.
Нерелятивістська квантова (хвильова) механіка розкрила нові закономірності мікроявищ, показавши обмеженість класичної фізичної атомістики, яка вважала мікрооб'єкти винятково перервними, корпускулярними. Положення нерелятивістської квантової механіки повністю підтверджуються фізичними експериментами і сучасною атомною технікою. Виявивши обмеженість класичного атомізму, нерелятивістська квантова (хвильова) механіка робить лише перший крок на шляху встановлення зв'язку між полем і частинкою, готує основу для нового розуміння частинок. Вважаючи речовинні мікрооб'єкти перервними і неперервними, вона розглядає їх як незмінні, як такі, що не переходять з однієї своєї якості в іншу. Цю обмеженість нерелятивістської квантової механіки ліквідують релятивістська квантова механіка і квантова електродинаміка, створені в 1927 працями П. Дірака, В. Гейзенберга, В. Паулі, В. О. Фока. Великим досягненням релятивістської квантової механіки є пояснення існування спіна електрона, передбачення існування позитрона, антипротона, антинейтрона та інших античастинок. З релятивістської квантової теорії електрона і квантової електродинаміки випливає висновок про перетворення пари — електрона і позитрона — в фотон і навпаки, а також інші пар частинок і античастинок. Цей висновок пізніше був підтверджений експериментально. У 1932 К.-Д. Андерсон відкрив у космічному промінні позитрон, у 1933 Ірен та Фредерік Жоліо-Кюрі експериментально встановили перетворення пари — електрона і позитрона — в фотон і навпаки.
У 1955 Сегре і його група експериментально виявили антипротон, а через рік О. Піччіоні та ін. довели існування антинейтрона. Сучасна фізична атомістика вказує на можливість існування антиречовини, тобто речовини, побудованої з антиатомів і антимолекул. Слідом за відкриттям нейтрона і позитрона була відкрита значна кількість елементарних частинок: електрично заряджених або нейтральних μ-мезонів, π-мезонів, K-мезонів (які мають маси, середні між масами протонів і електронів), гіперонів (з масою, більшою від маси нейтрона). До елементарних частинок слід також віднести фотони і нейтрино, які мають лише масу руху і не мають маси спокою. Взаємоперетворюваність елементарних частинок матерії однієї в іншу, подібно до перетворень хімічних елементів, а також хімічні, молекулярні перетворення речовини з однієї якості в іншу свідчать про загальну взаємоперетворюваність усіх видів матерії і всіх форм її руху, про перехід їх з однієї форми в іншу.
Знання про природу частинок, добуті сучасною фізикою, блискуче підтверджують положення діалектичного матеріалізму про матеріальну єдність світу, про те, що матерію неможливо ні створити, ні знищити.
Створення потужних прискорювачів елементарних частинок (найпотужніший з них, у 10 млрд електроновольтів, працює в Дубні під Москвою) дало можливість піти далі в пізнанні будови і властивостей матерії. Бомбардування елементарних частинок, напр. нейтронів і протонів, електронами і мезонами великих енергій привело до висновку, що й ці частинки мають складну структуру.

## Внесок українських науковців
Значний вклад у розвиток атомістики зробили і радянські вчені, в тому числі й ті, що працювали або працюють в Україні. Д. Д. Іваненко і Є. М. Гапон створили в 1932 нейтронно-протонну модель атомного ядра, прийняту в сучасній науці. О. І. Лейпунський дослідив штучне розщеплення протонами атомних ядер літію і бору. Під керівництвом К. Д. Синельникова і А. К. Вальтера у Фізико-технічному інституті АН УРСР, а також під керівництвом М. В. Пасічника в Інституті физики АН УРСР провадиться дослідження властивостей і будови атомних ядер і елементарних частинок. М. М. Боголюбов обґрунтував дисперсійні співвідношення на основі квантової теорії, висунув принцип мікроскопічної причинності, метод усунення нескінченностей на основі застосування теорії узагальнених функцій. Ці ідеї далі розвинуто в працях його учнів.
Досягнення нерелятивістської квантової механіки і квантової електродинаміки значно вплинули на розвиток хімії і сприяли подальшому розвиткові хімічної атомістики. В справу теоретичного і експериментального розв'язання проблем хімічної атомістики певний вклад зробили хіміки, які працювали або працюють в Україні (Л. В. Писаржевський, О. І. Бродський та ін.).